# Ханське озеро
Ха́нське о́зеро (Тата́рське о́зеро) — солоне озеро, розташоване між станицами Ясенська і Копанська в Єйському районі Краснодарського краю Російської Федерації.
Площа озера — непостійна, приблизно 100 км²; довжина — 19 км, ширина — 7 км. Вода в озері сульфатно-хлоридна, магнієво-натрієва.
Найбільша глибина озера — 80 см, в посушливі роки озеро пересихає повністю, оголюючи соляне дно.
Озеро Ханське має лагунне походження, раніше воно було затокою Азовського моря і поєднувалося з Бейсузьким лиманом. Пізніше хвильова діяльність моря викликала утворення валу з піску і черепашнику, відокремившего озеро від лиману. Водойма має форму овалу, витягнутого з південного сходу на північний захід. Довжина озера становить близько 16 км, ширина – 6-7 км. Площа в 2000 становила 108 км²;. Середня глибина озера – 0,5-0,9 м, максимальна сягає 1,2-1,8 м.
Східна частина озера належить до Приазовської тектонічної депресії, західна - розташована на платформі Кубанської рівнини. Між Бейсузьким лиманом і Ясенською затокою Азовського моря і озером Ханське лежить низинна піщано-черепашкова Ясенська коса. Північно-східний урвистий і крутий берег Ханського озера є уступом Кубанської рівнини. Він розчленований степовими балками і долинами річок Ясені і Албаши.
У центральної частини озера уздовж великої його осі витягнулася група островів, складених піщано-черепашковою сумішшю. Острови не мають постійної конфігурації. Форма, площу островів, а іноді й їх кількість змінюються під впливом хвильових явищ і в зв'язку зі зміною рівня водойми.
Вода в озері високомінералізована, гірко-солена, морського типу. За хімічним складом — сульфатно-хлоридна, магнієво-натрієва. Озеро живеться переважно атмосферними опадами, притоком дощових і талих вод, приносимих річкою Ясені, а також водами Азовського моря, які перекочуються через вузьку косу, що відмежує Бейсузький лиман і Азовське море від Ханського озера. Суттєвої ролі води степових річок в опріснені озера не грають. Влітку результаті випарювання площа озера скорочується, а вода в ньому стає у 12 разів солоніше, ніж в Азовському морі.
У посушливі роки озеро пересихає повністю, оголюючи соляне дно. Одним із багатств Ханського озера є лікувальна мул, що складається з сульфатів, карбонатів і хлоридів натрію, кальцію, магнію. З початку розвитку курортного справи в Єйську санаторіями міста мул успішно застосовується в лікуванні захворювань серцево-судинної, нервової системи, опорно-рухового апарату, шкірних й інших захворювань.
Наразі час озеро має природоохоронний статус як пам'ятник природи і курорт крайового значення. На території угіддя зустрічається більше половини видів птахів, зареєстрованих на території краю. На островах озера розташовані найбільші колонії Північного Кавказу Кучерявого пелікана, мартина каспійського, чеграви, великого баклана. Крім того, озеро Ханське відіграє певну роль і в збереженні рідкісних видів рослин, а також представників ентомофауни і герпетофауни Краснодарського краю.